# Summer Breeze
| Recensione              | Giudizio |
| ----------------------- | -------- |
| AllMusic                |          |
| Dizionario del Pop-Rock |          |

Summer Breeze è il quarto album (e secondo per la Warner Bros. Records) di Seals & Crofts, pubblicato dalla Warner Bros. Records nel luglio del 1972.

## Tracce

### LP (1972, Warner Bros. Records, BS 2629)
Lato A
1. Hummingbird – 4:35 (testo: James Seals – musica: James Seals, Dash Crofts)
2. Funny Little Man – 3:10 (testo: James Seals – musica: James Seals, Dash Crofts)
3. Say – 2:34 (James Seals, Dash Crofts)
4. Summer Breeze – 3:24 (testo: James Seals – musica: James Seals, Dash Crofts)
5. East of Ginger Trees – 3:46 (testo: James Seals – musica: James Seals, Dash Crofts)

Durata totale: 17:29
Lato B
1. Fiddle in the Sky – 3:32 (testo: James Seals – musica: James Seals, Dash Crofts)
2. The Boy Down the Road – 4:28 (testo: James Seals – musica: James Seals, Dash Crofts)
3. The Euphrates – 4:16 (testo: James Seals – musica: James Seals, Dash Crofts)
4. Advance Guards – 4:12 (testo: James Seals – musica: James Seals, Dash Crofts)
5. Yellow Dirt – 5:14 (testo: James Seals – musica: James Seals, Dash Crofts)

Durata totale: 21:42

## Musicisti
- Jim Seals – voce, chitarra, fiddle, sassofono
- Dash Crofts – voce, mandolino, chitarra elettrica, pianoforte
- Robert Lichtig – basso, flauto, clarinetto
- Larry Knechtel – pianoforte
- Clarence McDonald – pianoforte
- Mike Lang – pianoforte
- Michael Omartian – pianoforte
- John Ford Coley – pianoforte
- Jim Gordon – batteria
- Jim Keltner – batteria
- John Guerin – batteria
- Russ Kunkel – batteria
- Wilton Felder – basso
- Harvey Brooks – basso
- Joe Osborn – basso
- Louie Shelton – basso, chitarra elettrica, cori
- Milt Holland – tambura, tabla
- King Errison – congas
- Red Rhodes – chitarra steel
- John Hartford – banjo
- Jim Horn – flauto
- Dee Higgins – cori
- Donnie Shelton – cori
- Marty Paich – arrangiamento strumenti a corda

### Produzione
- Louie Shelton – produzione
- Registrazioni effettuate al Sound Factory di Hollywood (California)
- Dave Hassinger (primo ingegnere) e Val Caray (secondo ingegnere) – ingegneri delle registrazioni
- Ed Thrasher – grafica copertina album
- Dave Bhang – design copertina album
- Mark English – illustrazioni copertina album [6]